# Atesta newi
Atesta newi är en skalbaggsart som beskrevs av Wang 1993. Atesta newi ingår i släktet Atesta och familjen långhorningar. Inga underarter finns listade.